# Reginald James Lawrence
Reginald James Lawrence (geboren am 16. Juni 1914 in Lambeth; gestorben am 14. Juli 2002) war ein nordirischer Politikwissenschaftler.

## Leben
Lawrence kam am 16. Juni 1914 in Lambeth, einem Stadtteil von London, als Sohn eines Anstreichers auf der Welt. Er wuchs im südenglischen Dover auf. Nach dem Schulabschluss machte er eine Lehre als Drucker und arbeitete anschließend in diesem Beruf in Watford in Südengland. Zu Beginn des Zweiten Weltkriegs ging er zur britischen Armee, wo er sich vom einfachen Soldaten bis zum Hauptmann hochdiente.
Da seine Frau Helen, die er 1939 geheiratet hatte, aus einem wohlhabenden Elternhaus stammte, konnte er nach dem Krieg ein Studium der Politikwissenschaften an der London School of Economics aufnehmen. Er schloss dieses mit Auszeichnung ab und arbeitete anschließend im britischen Cabinet Office in London.
1952 erhielt Lawrence eine Anstellung an der Queen’s University in der nordirischen Hauptstadt Belfast: zunächst im Bereich der Erwachsenenbildung, später am politikwissenschaftlichen Institut. Auf dessen Lehrstuhl wurde er 1972 berufen, er hatte ihn bis zu seiner Pensionierung 1979 inne.
Persönlich schätzte Lawrence  eine ländliche Umgebung, so besaß er in den Mourne Mountains ein Cottage. Seinen Ruhestand verbrachte er im New Forest, wo er sich ehrenamtlich im Naturschutz betätigte. Bei seinem Tod am 14. Juli 2002 hinterließ er zwei Söhne; seine Frau war bereits fünf Jahre zuvor verstorben.

## Wirken
Lawrence galt als ausgewiesener Kenner der Strukturen der nordirischen Landesverwaltung, vor allem bei Fragen der Finanzen, hier insbesondere der Verflechtungen mit der Zentralregierung in London, sowie der Bereitstellung öffentlicher Dienstleistungen. Mitte der 1970er Jahre wurde er von der britischen Regierung beauftragt, die Finanzierung von öffentlichen Sport- und Freizeiteinrichtungen zu untersuchen. Den Abschlussbericht dieser Lawrence-Kommission stellte er 1978 vor.
Ein weiterer Themenschwerpunkt war die wissenschaftliche Auseinandersetzung mit der Segregation der beiden großen Bevölkerungsgruppen Nordirlands. Die Politik der seinerzeit noch durchwegs von protestantischen Unionisten gestellten Regierung des Landes gegenüber den katholischen Bevölkerungsteilen bewertete er zunächst wohlwollend als verhältnismäßig fortschrittlich, vernünftig und ausgeglichen. Gegner warfen ihm deswegen vor, er vertrete einen „Unionismus mit Fußnoten“. Die spätere Veröffentlichung Lawrence unbekannter Dokumente konnte den Nachweis liefern, dass die damalige Regierungspolitik doch irrationaler, chaotischer und einseitiger verlief als von ihm gedacht.
Nach Ausbruch des Nordirlandkonfliktes Ende der 1960er Jahre relativierte er seine Position insoweit, als dass er die dauerhafte Beteiligung katholisch-republikanischer Parteien an den politischen Entscheidungsprozessen als Voraussetzung für einen dauerhaften Frieden im Land sah. Diese Sichtweise wurde letztlich im Karfreitagsabkommen von 1998 umgesetzt und bis heute beibehalten. Zum Ausgang der Volksabstimmung 1973 konstatierte er, dass letztlich beide Seiten erfolgreich waren: die Unionisten, weil ihr Wunsch nach Verbleib beim Vereinigten Königreich eine deutliche Mehrheit bekommen hatte, die Republikaner, weil ihr Aufruf zum Boykott des Referendums in katholischen Kreisen weitestgehend befolgt worden war.
Schon früh war Lawrence mit kommunistischen Kreisen in Kontakt gekommen, in diesem Umfeld hatte er auch seine spätere Ehefrau kennengelernt. Wenn auch später wesentlich moderater, galt er zeitlebens als politisch Linker.

## Werke (Auswahl)
- Government of Northern Ireland: Public Finance and Public Services, 1921–64. Oxford 1965, ISBN 978-0-19-827155-0, ISBN 0-19-827155-7
- (mit Sydney Elliott): The Northern Ireland border poll, 1973. London 1975, ISBN 0-10-158750-3
- Politics and political science. Belfast 1975, ISBN 0-85389-070-6
- Report of the Lawrence Committee. Belfast 1978, ISBN 0-337-23269-5